# National Teachers Hall of Fame
Il National Teachers Hall of Fame (NTHF) è un'organizzazione non-profit che onora insegnanti che si sono distinti in maniera eccezionale. È stata fondata nel 1989 da Emporia State University, l'associazione delle alunni (ESU Alumni Association), la città di Emporia, il distretto delle scuole pubbliche di Emporia (Emporia Public Schools) e la Camera di Commercio dell'area di Emporia. Il NTHF ha un museo nel campus dello stato di Emporia che onora gli insegnanti, un centro di risorse per i docenti e un programma di riconoscimento dei più importanti educatori della nazione (ogni anno a giugno). La Hall of Fame premia ogni anno cinque insegnanti che hanno dimostrato impegno e dedizione nell'insegnare ai bambini. La prima assegnazione del riconoscimento ai cinque insegnanti si è tenuta nel giugno 1992. Fino ad oggi, 130 insegnanti sono stati inseriti nella National Teachers Hall of Fame, rappresentando 37 stati e il District of Columbia.

## Premi

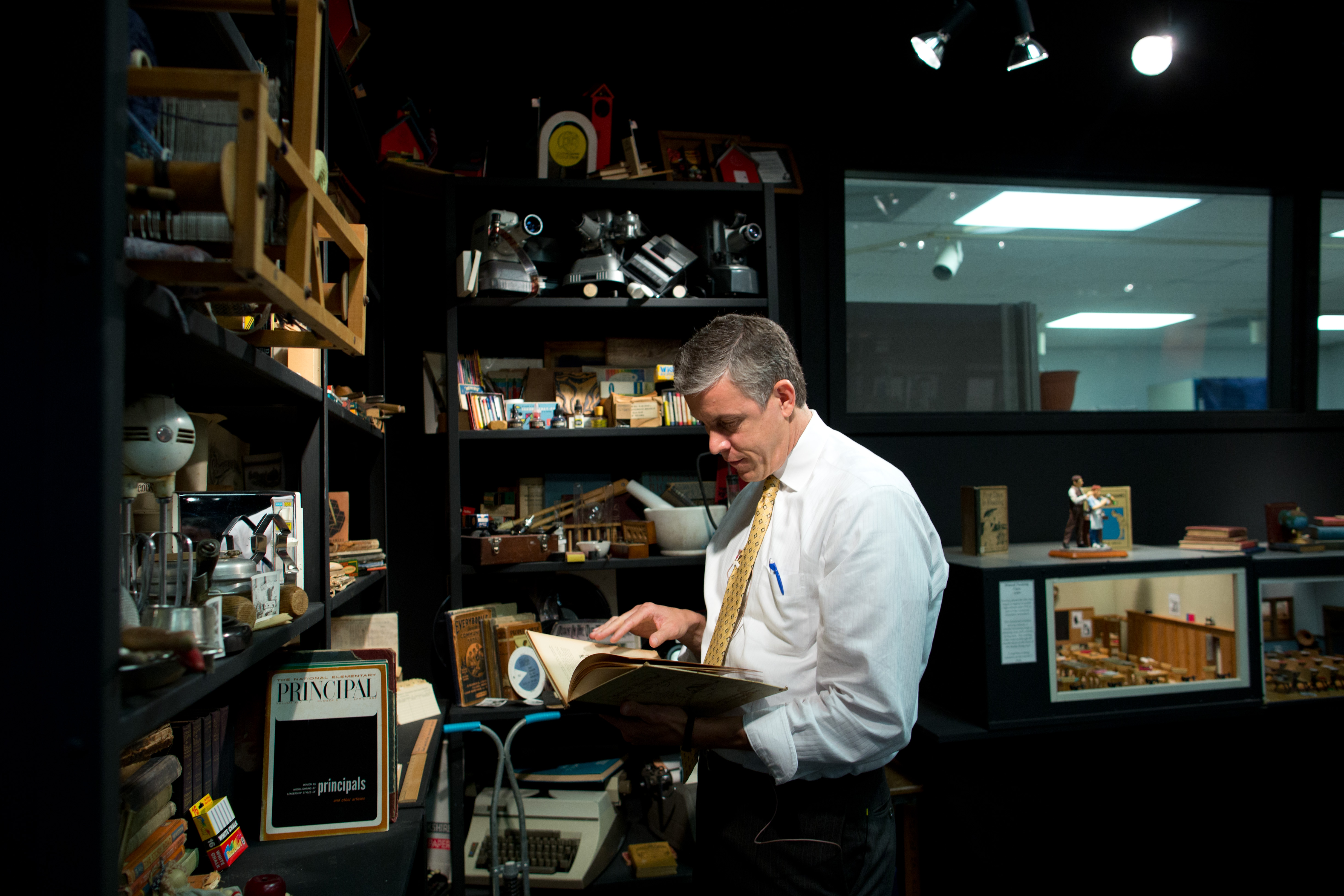
L'ex segretario del Dipartimento dell'educazione degli Stati Uniti, Arne Duncan, guarda una copia di suggerimenti utili per gli insegnanti rurali presso la National Teachers Hall of Fame nel 2012

- Una targa con il loro nome e la loro immagine e una breve descrizione per essere esposta nella loro scuola e nella Hall of Fame
- Un anello di velluto e una spilla realizzata da Herff Jones, Inc.
- Un espositore permanente nel museo Nazionale degli Insegnanti Hall of Fame
- Un premio Belltower in bronzo  scolpito da John Forsythe
- Una stampa personalizzata di un'aula scolastica realizzata da American Fidelity Assurance
- Viaggi offerti da Southwest Airlines, compagnia aerea ufficiale della National Teachers Hall of Fame

## Premiati
Lista di educatori inclusi nella Hall of Fame:

### Anni 2010
2017
- Ashli Skura Dreher
- Jonathan Gillentine
- Matinga Ragatz
- Joseph Ruhl
- Bob Williams

2016
- Kimberly Bearden
- Debra Hurst
- June Teisan
- Jennifer Williams
- Wade Whitehead

2015
- Susan Rippe
- Richard Ognibene
- Patricia Jordan
- Ben Talley
- Brigitte Tennis

2014
- Jan Alderson
- Cindy Couchman
- Marguerite Izzo
- Gary Koppelman
- Rebecca Palacios

2013
- Deborah Cornelison
- Rebecca Gault
- Darryl Johnson
- Martha McLeod
- Beth Vernon

2012
- Glenn Lid
- Scott Charlesworth-Seiler
- James Brooks
- David Brock
- Deborah Tackmann

2011
- Walter Patrick Earle
- Debra Howell
- Paul Miller
- James Percoco
- Mark Weaver

2010
- Linda Evanchyk
- Erlene Nelson
- Warren Phillips
- Alesia Slocumb-Bradford
- Darrell Woods

### Anni 2000
2009
- Kenneth Bingman
- Patrice McCrary
- Leslie Nicholas
- Jerry Parks
- Steve Rapp

2008
- Ronald Blanchard
- Kathleen Engle
- Penny Ferguson
- David Lazerson
- Suzanne Ransleben

2007
- Norman Conard
- Edna Rogers
- Geri Rohlff
- John Snyder
- Joseph Underwood

2006
- Peggy Carlisle
- Pat Graff
- Floyd Holt
- Harlan Kredit
- Linda White

2005
- Marilyn Barrueta
- Randy Granger
- John Mahoney
- Karen Roark
- Merle Saunders

2004
- Melanie Hocking
- Barbara Kelley
- Jane Koszoru
- John Sullivan
- George Wolfe

2003
- Ruth Gaines
- Cynthia Jones
- Kathleen McGrath
- Larry Statler
- Carol Strickland

2002
- Lisa Crooks
- Janice Gould
- Dana Kelly
- E. Lindquist
- Jane Nelson

2001
- Mitsuye Conover
- Ronald Foreso
- Emiel Hamberlin
- Ellen Kempler
- James Quinlan

2000
- Nancy Berry
- Susan Haas
- Debi Barrett-Hayes
- Leslie Revis
- Sandra Worsham

### Anni 1990
1999
- Jaime Escalante
- Dorothy Kittaka
- Debra Peppers
- Ronald Poplau
- Vicki Roscoe

1998
- George Beyer
- Gerard Brooker
- Ross Burkhardt
- Dale Faughn
- Hector Ibarra

1997
- Larry Baran
- Robert Bruesch
- Thomas Fallon
- Alan Haskvitz
- Dorothy Lorentino

1996
- Tommy Delaney
- Sallie Langseth
- Sarah Pratt (teacher)
- Stephen Sroka
- Gary Swalley

1995
- Judy Haller
- Michael Kaiser
- Thomas Porton
- Michael Terrell
- Marjorie West

1994
- Robert Coleman
- Jean Damisch
- Francis Mustapha
- Renee O'Leary
- Richard Ruffalo

1993
- Leslie Black
- Stewart Bogdanoff
- Ida Dark
- James Jackson
- Christine Lungren-Maddalone

1992
- Sheryl Abshire
- Anna Alfiero
- Helen Case
- Shirley Naples
- Joseph York

## Memoriale per gli educatori caduti

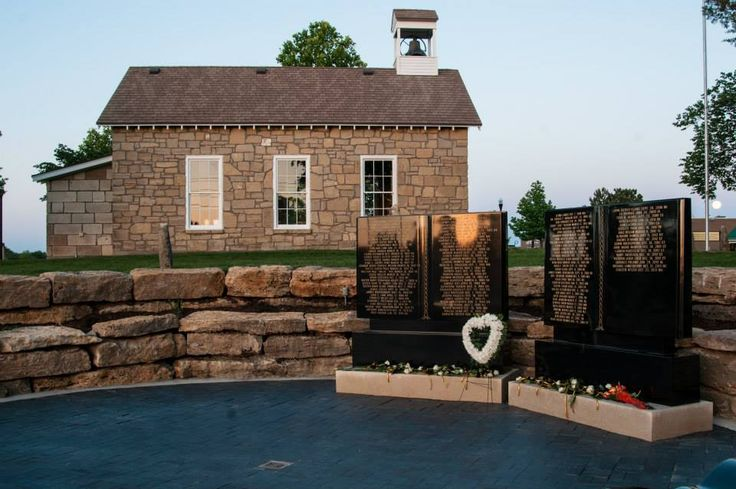
Memoriale per gli insegnanti caduti sul lavoro, con la scuola di una sola aula sullo sfondo

Il 13 giugno 2013, il direttore esecutivo di NTHF, Carol Strickland, insieme al precedente presidente dell'ESU, Michael Shonrock, Bill Maness, in rappresentanza del senatore Jerry Moran e l'ex sindaco Rob Gilligan, hanno assegnato una parte della scuola di una sola aula, situata nel campus dello stato di Emporia, alla costruzione di un memoriale per gli educatori caduti sul lavoro. La scuola elementare di Sandy Hook fu la principale ispirazione per il memoriale. Il 6 giugno 2014, sono stati collocati dei marcatori dei commemorati insieme a banchi di granito. La cerimonia ufficiale è stata fatta il 12 giugno 2014.
Il 21 settembre del 2015, il senatore americano Jerry Moran del Kansas ha introdotto al Congresso degli Stati Uniti un disegno di legge per nominare il memoriale come "Memoriale nazionale per gli insegnanti caduti". Se il disegno di legge passerà sia alla Camera dei Rappresentanti degli Stati Uniti che al Senato, dovrà essere firmato dal Presidente degli Stati Uniti, cosicché il memoriale non diventerà parte del National Park Service e non permetterà nessuna spesa federale legata a quel memoriale nazionale.

## IniziativaOne in a Million – Educators Who Make a Difference
È una campagna nazionale promossa da NTHF che incoraggia i cittadini degli Stati Uniti a onorare un educatore preferito o colui che ha fatto la differenza nella loro vita. Per una donazione minima di un dollaro, è possibile compilare il modulo scaricabile dal sito web di NTHF e presentare la donazione e la nomina. A sua volta, la Hall of Fame conserverà in modo permanente il nome e le informazioni dell'insegnante su una pagina web speciale così come nel National Teachers Hall of Fame Museum di Emporia, Kansas. Questo è un modo per ringraziare coloro che hanno influenzato le vite di tutta la nazione e per preservare l'eredità di quegli eroi in classe. L'obiettivo di questa campagna è quello di sensibilizzare sulla Hall of Fame e sull'importanza della professione di educatori.